# J.J. Cale
J.J. Cale (Oklahoma City, 5 de desembre de 1938 - La Jolla, Califòrnia, 26 de juliol de 2013) va ser un compositor i músic estatunidenc. El seu nom real era John Weldon Cale -encara que moltes fonts donen incorrectament el nom de Jean Jacques Cale- i es va criar a la localitat de Tulsa. És l'autor de dues de les cançons que han portat la fama a Eric Clapton, "After Midnight" i "Cocaine", així com dels èxits de Lynyrd Skynyrd "Call Me The Breeze" i "I Got the Same Old Blues".
Cale va ser un dels pioners del "Tulsa Sound", mescla de blues, rockabilly, country i jazz. L'estil personal de Cale ha estat definit com a "relaxat" i es caracteritza per ritmes shuffle, canvis d'acords senzills, veus doblades i lletres incisives i intel·ligents. Cale també va ser un guitarrista molt peculiar, caracteritzat per la seva manera de puntejar i els seus solos moderats i lleugers. Les seves gravacions reflecteixen la senzillesa i la falta d'artificis de les seves composicions, que són normalment enregistrades enterament per Cale, ajudant-se d'una caixa de ritmes per a l'acompanyament.
Molts artistes, com ara Eric Clapton, Mark Knopfler, Neil Young o Bryan Ferry, han estat influenciats per la música de Cale; molts altres han inclòs versions de Cale als seus àlbums, i entre les cançons més utilitzades hi ha "Cocaine", "After Midnight", "Call Me the Breeze", "Travelling Light" i "Sensitive Kind", aquesta versionada per Carlos Santana i últimament per John Mayall and The Bluesbreakers.
Cale també va ser conegut pel seu rebuig i aversió a l'estrellat, a les gires llargues i als enregistraments periòdics. Ha sigut un artista de culte per a molts músics però relativament desconegut pel públic durant els últims 35 anys.
El llançament del seu àlbum "To Tulsa and Back", el 2004, així com l'aparició en el Crossroads Guitar Festival d'Eric Clapton el 2006 i l'estrena del documental "To Tulsa and Back: On Tour with J.J. Cale" han acostat la seva discografia a un nou públic, més jove i més ampli. A més, aquesta publicitat va continuar fins a finals del 2006, en què va publicar un àlbum en col·laboració amb Clapton, "The Road to Escondido", que va guanyar el reconeixement com a "Millor Àlbum Contemporani de Blues" en la 50a edició dels Premis Grammy, el 2008.

## Discografia
| - 1966 A Trip Down The Sunset Strip, amb Leathercoated Minds - 1971 Naturally - 1973 Really - 1974 Okie - 1976 Troubadour - 1979 5 - 1980 Shades - 1982 Grasshopper - 1983 Number 8 amb Steve Ripley, Jim Keltner… - 1984 Special Edition (recopilatori) - 1990 Travel Log - 1992 Number 10 | - 1994 Closer To You - 1996 Guitar Man - 1997 Anyway the Wind Blows - 1998 The Very Best of J. J. Cale - 2000 Universal Masters Collection - 2001 Live - 2004 To Tulsa and Back - 2006 Collected - 2006 The Road to Escondido, amb Eric Clapton - 2007 Rewind: The Unreleased Recordings - 2009 Roll on |

## Versions de les seves cançons
Molts artistes han versionat cançons de J. J. Cale:
| - Brad Absher: "The Sensitive Kind" - Chet Atkins: "After Midnight" - The Band: "Crazy Mama" - The Barcodes: "Don't Go To Strangers" - Tom Barman (dEUS): "Magnolia" i "After Midnight" - Jimmy Boyd: "Will I Cry" - Brother Phelps: "Any Way the Wind Blows" - Captain Beefheart: "Same Old Blues" - Larry Carlton: "Crazy Mama" - Johnny Cash: "Call Me The Breeze" - Eric Clapton: "After Midnight", "Cocaine" (a Slowhand), "I'll Make Love To You Anytime", "Travelin' Light", "Any Way the Wind Blows" (amb Cale a The Road to Escondido) - David Allen Coe: "Call Me The Breeze" - Clyde Cotton Band: "River Runs Deep" - Randy Crawford: "Cajun Moon" - Daddy's Favorite: "Let Me Do It To You" - Deep Purple: "Magnolia" - Dr. Feelgood: "No Time" - Dr. Hook: "Call Me The Breeze", "Clyde" - Jose Feliciano: "Magnolia" - Bryan Ferry: "Same Old Blues" - Fistula: "Cocaine" - Jerry Garcia Band: "After Midnight" - Clarence Gatemouth Brown: "Don't Cry Sister" - Waylon Jennings: "Call Me The Breeze", "Clyde" - Kalinov most: "Sensitive Kind" (amb cançons russes originals, com "Devochka letom" i "Girl in Summertime") - Kansas: "Bringing It Back" - Freddie King: "Same Old Blues" | - Lefay: "Cocaine" - Lynyrd Skynyrd: "Bringing It Back", "Call Me The Breeze", "Same Old Blues" - John Mayall: "The Sensitive Kind" - Sérgio Mendes: "After Midnight" - moe.: "Call Me The Breeze" - Maria Muldaur: "Cajun Moon" - Nazareth: "Cocaine"" - Tom Petty & The Heartbreakers: "Thirteen Days", Call Me The Breeze " - Poco: "Cajun Moon", "Magnolia" - Phish: "After Midnight", "Ain't Love Funny" - Toni Price: "Like You Used To" - The Radiators: "After Midnight, "Crazy Mama", "Magnolia" - Ramshackle: "Lies" - Redbone: "Crazy Mama" - Johnny Rivers: "Crazy Mama", "Don't Go To Strangers" - Santana: "The Sensitive Kind" - Merl Saunders amb Jerry Garcia: "After Midnight" - Seldom Scene: "After Midnight" - Chris Smither: "Magnolia" - Spiritualized: "Call Me The Breeze" interpretada i gravada com "Run" - George Thorogood and the Destroyers: "Devil in Disguise" - Pat Travers: "Magnolia" - Widespread Panic: "Ride Me High" (a Live in the Classic City), "Travelin' Light" - Bob Wilber Quintet: "After Midnight" - Wire: "After Midnight" - Bill Wyman i The Rhythm Kings: "Anyway The Wind Blows" |